# 高所作業台
高所作業台 (こうしょさぎょうだい) とは、主として建築工事等において天井仕上げ作業、内壁面作業、配管作業等で使用する高所作業機材で、作業床の高さが２メートル以上かつ可変式であり人力により水平移動の可能なものを言う。

## 定義
仮設機材認定基準により、高所作業台は以下の項目を満たすものと定義されている。
- 2m以上の高さに上昇できる作業床（作業員が作業時に乗る場所）を持つ。
- 可変式である。
- 人力により水平移動できる。

## 構造
高所作業台は，支持構造部，作業床部及び機械部等からなり，次の各号に定めるところに適合するものでなければならない。
a 支持構造部は，脚柱，桁材，はり材，横桟，斜材，脚輪を有し，かつ，次の各号に定めるところに適合するものでなければならない。
脚輪を支持するフレームは，容易にねじれが生じないものであること。
作業時における作業台の水平度の確保，著しいゆれ又は転倒が防止できるものであること。
アウトリガーを有するものにあっては，必要な張り出し状態に確実に保持・固定できる機能を有すること。
脚輪を有するものにあっては，車輪の外径は98mm（100±2.0mm）以上であること。
脚輪による不意の移動のおそれのあるものは，ブレーキ又は車止め等を備えているものであること。
ｂ 作業床部は，次の各号に定めるところに適合するものでなければならない。
床材が鋼製又はエキスパンドメタルにあっては，これと布材及びはり材等の溶接等により一体化されていること。ただし，床材にハッチを有するものはこの限りでない。
床材がアルミニウム合金製のものにあっては，これと布材及びはり材等が押出成型又はボルト結合等により一本化されていること。ただし，床材にハッチを有するものはこの限りでない。
床面は容易に滑らないものであること。
床材が２枚以上からなるものにあっては，落下物による危害防止のため床材と床材との隙間がないこと。
ｃ 作業床を所定の位置に昇降させるための機械部は，次の各号に定めるところに適合するものでなければならない。
車輪，歯車等の回転部，かみあい部及び摺動部は，十分な耐久性と安定性を考慮したものとすること。
ワイヤロープ及びチェーンで作業床を昇降させる方式のものにあっては，次によること。
ウインチ及びシーブを用いて昇降するものとする。
電動機には電磁ブレーキを設け，油圧モーターにはその油圧回路にブレーキ弁等の制動装置を設けるものとする。
手動ウインチは，逆転防止機能及び制動機能を有するものとする。
ワイヤロープは，常にドラムに２巻き以上残る長さとする。
ワイヤロープの両端は，クランプ，クリップ等を用いて確実に取付けられているものとする。
ラックとピニオンによって作業床を昇降させる方式にあっては，その電動機に電磁ブレーキもしくはそれに相当するブレーキを有するものであること。
ｄ 高所作業台には，作業床へ安全に到達するため，踏桟の幅が30cm以上，間隔が40cm以下で，かつ，これが等間隔に設けられた梯子又は階段を設けるものとする。階段には手すり及び中桟を設けること。
e 作業床の周囲（昇降部分を除く。）には，作業床からの高さ90cm以上の手すり材，作業床からの高さ35cm以上50cm以下の中桟材及び作業床からの高さが10cm以上の幅木を有すること。ただし，中桟材及び幅木については，手すり材と作業床の間に高さ35cm以上のエキスパンドメタル等を設けた場合はこの限りでない。
f 手すり材，中桟材及び幅木は容易に外れない構造であること。
g 幅木は著しいたわみが生ずるおそれが無い丈夫な構造のものであること。
h 幅木と床面との隙間は水平方向，垂直方向ともに10mm以下であること。
i ワイヤロープ及びチェーンは，次の各号に定めるところに適合するものでなければならない。
ワイヤロープはJIS G3525に適合するものであって，安全率は８以上とし，次に該当しないものであること。
継目のあるもの。
よじれやすいもの。
チェーンのは安全率はを５以上とし、亀裂等の損傷のないものであることする。
j 高所作業台の安全装置等にあっては，次の各号に定めるところに適合するものでなければならない。
作業床をワイヤロープ，チェーン等によって昇降させるものにあっては，ワイヤロープ，チェーン等が破断したときに作業床の落下を防止できる装置を有すること。
作業床を油圧，空気圧等によって昇降させるものにあっては，その位置を保持するため逆止弁及び圧力の異常低下による作業床の急激な降下を防ぐための装置をそれぞれ回路中に有すること。ただし，作業床の降下を制動するブレーキを有している場合はこの限りでない。
作業床を動力により昇降させるものにあっては，上記 (a) 及び (b) によるほか次によるものとすること。
巻過ぎ防止装置あるいは過度の圧力上昇を防ぐため回路中に安全弁を有する。
停電等により作業床が降下不能となった場合に備え，手動降下装置又は非常梯子を有する。
高所作業台の歯車，継手等の回転部分で作業者に危険を及ぼすおそれのある部分には覆い，囲い等を設けること。
高所作業台の操作装置は，作業台下部と作業床に設置するときは，それぞれの操作装置は表示等で切換えを明示すると共に，同時に操作ができないものとすること。

## 工作等
- 高所作業台の材料は，曲がり，へこみ，割れ等の欠点のないものとする。
- 材料の加工及び工作は，そり，ねじれ等による強度の低下をきたさないよう行うものとする。
- 構成部分の接合部を溶接する場合，鋼製部分どうしにあっては，アーク溶接とし，アルミニウム合金製部分どうしにあっては，イナートガス・アーク溶接で行うことを原則とする。
- 高所作業台が鋼製のものにあっては，防錆効果のある塗装又はメッキを施すものとする。

## 最大積載荷重
- 最大積載荷重は次の式で求めた値以下とする。ただし、求めたその値が250㎏を超えるときは，250㎏以下であること。

75×（Ａ＋１）×1.01 ㎏ ただし，Ａは作業床の面積（単位㎡）

## 表示
高所作業台は，見やすい箇所に次の事項を表示するものとする。
- 製造者名
- 製造年並びに上期及び下期の別
- 高所作業台である旨（「高」）
- 最大積載荷重
- 最大使用高さ
- 認定合格マーク

## 使用方法等
- 高所作業台を使用するにあたっては，次の事項によるものとする。

作業者には，あらかじめ安全な使用についての教育を行うこと。
複数の人数で使用するときは，作業を指揮する者を選任し，その者に作業を指揮させること。
手すり材，中桟材等を止むを得ず取り外したときは，安全帯の使用等墜落による作業者の危険を防止するための措置を講ずること。なお，取り外した手すり材等は，その必要がなくなったとき速やかに元の状態にもどすこと。
作業中は保護帽を着用すること。また，安全帯の使用を命ぜられた場合には，安全帯を使用すること。
作業中に作業関係者以外の者が，作業区域内に立ち入ることによる危害を防止するため，その周辺には柵，囲い又は標識等により立ち入り禁止区域を明示すること。
動力によって作動するせり出し装置のせり出しを行う場合は，注意を喚起するための警報を発すること。
作業を安全に行うため，作業に必要な照度を確保すること。
作業床上では，脚立，梯子等を使用して作業をしないこと。
複数の高所作業台を併置し，その上に足場板等を掛渡して作業床として使用しないこと。
目的外の用途には使用しないこと。
- 高所作業台は，みだりに分解・組立を行わないこと。
- 高所作業台の移動にあたっては，次によるものとする。

原則として作業床を最低の高さに下降させた後に行うこと。
作業者を乗せたまま行わないこと。
あらかじめ，床面の凹凸，障害物等の状態を確認し，移動中の転倒を防止すること。
- 高所作業台の設置にあたっては，次によるものとする。

作業床をできるだけ水平に保つこと。
不意の移動を防止するためブレーキ，アウトリガー又はジャッキ等を確実に使用すること。
- 高所作業台に荷を積載する等にあたっては，次によるものとする。

最大積載荷重の表示を確認し，これを超えないこと。
材料等を載せるときは，転倒防止のため偏心しないように配慮すること。
せり出し部を有する作業床のせり出し部には，安定性を確認したうえで荷重を載せること。
- 架空電路に近接して定置し作業をするときは，電路電圧に応じた絶縁性能を有するものを使用するか，架空電路に絶縁防具等を装着する等，架空電路との接触による危害を防止するための措置を講ずること。
- 高所作業台の検査及び点検は，次によるものとする。

年次検査は，１年以内毎に１回，定期に検査を行うこと。動力等により作動するものの検査は，荷重試験により行うものとし，最大積載荷重に相当する試験荷重を積載して，上昇及び下降時の作動を定格速度により行い異常の有無を確認すること。
月例検査は，１月以内毎に１回，次の事項のうち該当するものについて検査を行うこと。
(a) 昇降装置（ワイヤーロープ、チェーン等を含む），せり出し装置の異常の有無
(b) 移動装置及びブレーキの異常の有無
(c) 操作装置の異常の有無
(d) 作業床及び支持構造の異常の有無
(e) 安全装置の異常の有無
(f) 油圧系統及び電気系統の異常の有無
(g) 給油状況
(e) 手すり及び中桟の取外し脱落の有無
始業点検は，作業を開始する前に，次の事項のうち該当するものについて点検を行うこと。
(a) 昇降装置，せり出し装置の機能
(b) 移動装置及びブレーキの機能
(c) 作業床の異常の有無
(d) 安全装置の機能
(e) 手すり及び中桟の取外し脱落の有無
年次検査及び月例検査を行った場合は，その結果を記録し，これを３年間保存すること。
年次検査，月例検査及び始業点検を行った場合において異常を認めたときは，直ちに補修すること。

## 高所作業台の運転に必要な資格
ローリングタワーを除き、不用。

## メーカー
代表的なメーカーを列挙する。

### 日本
- サンマックス
- ミヨシ

### 日本国外
- Genie Industries（アメリカ合衆国）
- Haulotte（フランス）
- Snorkel（イギリス）